# USS North Dakota (SSN-784)
O USS North Dakota é um submarino nuclear de ataque operado pela Marinha dos Estados Unidos e a décima primeira embarcação da Classe Virginia. Sua construção começou em maio de 2012 nos estaleiros da General Dynamics Electric Boat em Connecticut e foi lançado ao mar em setembro de 2013, sendo comissionado na frota norte-americana em outubro do ano seguinte. É armado com doze lançadores verticais de mísseis e quatro tubos de torpedo de 533 milímetros, tem um deslocamento de quase oito mil toneladas e alcança uma velocidade máxima de 32 nós.